# Nova Lacertae 1910
Nova Lacertae 1910 sau DL Lacertae 1910 a apărut în constelația Șopârla în 1910 cu magnitudine de 4,6 și a strălucit 37 de zile.
A fost descoperită de T.H.E.C.Espin

## Coordonate delimitative
Ascensie dreaptă: 22h 35m 47s.98
Declinație: +52° 42' 57".7